# Aidan Gallagher
Aidan Gallagher (18 september 2003) is een Amerikaanse acteur. Hij is vooral bekend van zijn rollen in de reeksen Nicky, Ricky, Dicky & Dawn en The Umbrella Academy.

## Carrière
Aidan Gallagher maakte in 2013 zijn debuut in een aflevering van de sitcom Modern Family. Van 2014 tot 2018 vertolkte hij een hoofdrol in de Nickelodeon-sitcom Nicky, Ricky, Dicky & Dawn. De rol leverde hem in zowel 2016 als 2017 een nominatie op bij de Nickelodeon Kids' Choice Awards.
In 2017 werd hij gecast als Number Five in de superheldenserie The Umbrella Academy van Netflix, gebaseerd op de gelijknamige stripreeks. Het eerste seizoen ging in februari 2019 in première.
Hij is in 2019 ook zanger geworden met de liedjes I love you, For you, Blue neon, 4th of july & Time.

## Filmografie

### Televisie
- Modern Family (2013)
- Nicky, Ricky, Dicky & Dawn (2014-2018)
- The Umbrella Academy (2019-2024)